# 泽廖诺多利斯克 (俄罗斯)
泽廖诺多利斯克（羅馬化：Yäşel Üzän）又譯作泽列诺多利斯克，是位于俄罗斯鞑靼斯坦共和国伏尔加河畔的一座城市，为澤廖諾多利斯克區的行政中心，2002年时人口约10万人。